# 第24独立機械化旅団 (ウクライナ陸軍)
第24独立機械化旅団（だい24どくりつきかいかりょだん、ウクライナ語: 24-та окрема механізована бригада）は、ウクライナ陸軍の旅団。西部作戦管区隷下。

## 概要

### ロシア内戦
1918年7月26日、ロシア内戦の影響に伴い、赤軍第1シンビルスク狙撃師団としてロシア・ソビエト連邦社会主義共和国で創設された。
1918年8月からロシア内戦に投入され、白軍に勝利し、赤旗勲章、名誉称号「鉄」、「サマーラ」を授与された。
1918年11月、師団番号統一に伴い、第24狙撃師団に改称された。
1920年1月、ポーランド・ソビエト戦争に投入され、ポーランド共和国、ウクライナ人民共和国に敗北した。
1933年2月、2個目の赤旗勲章を授与された。

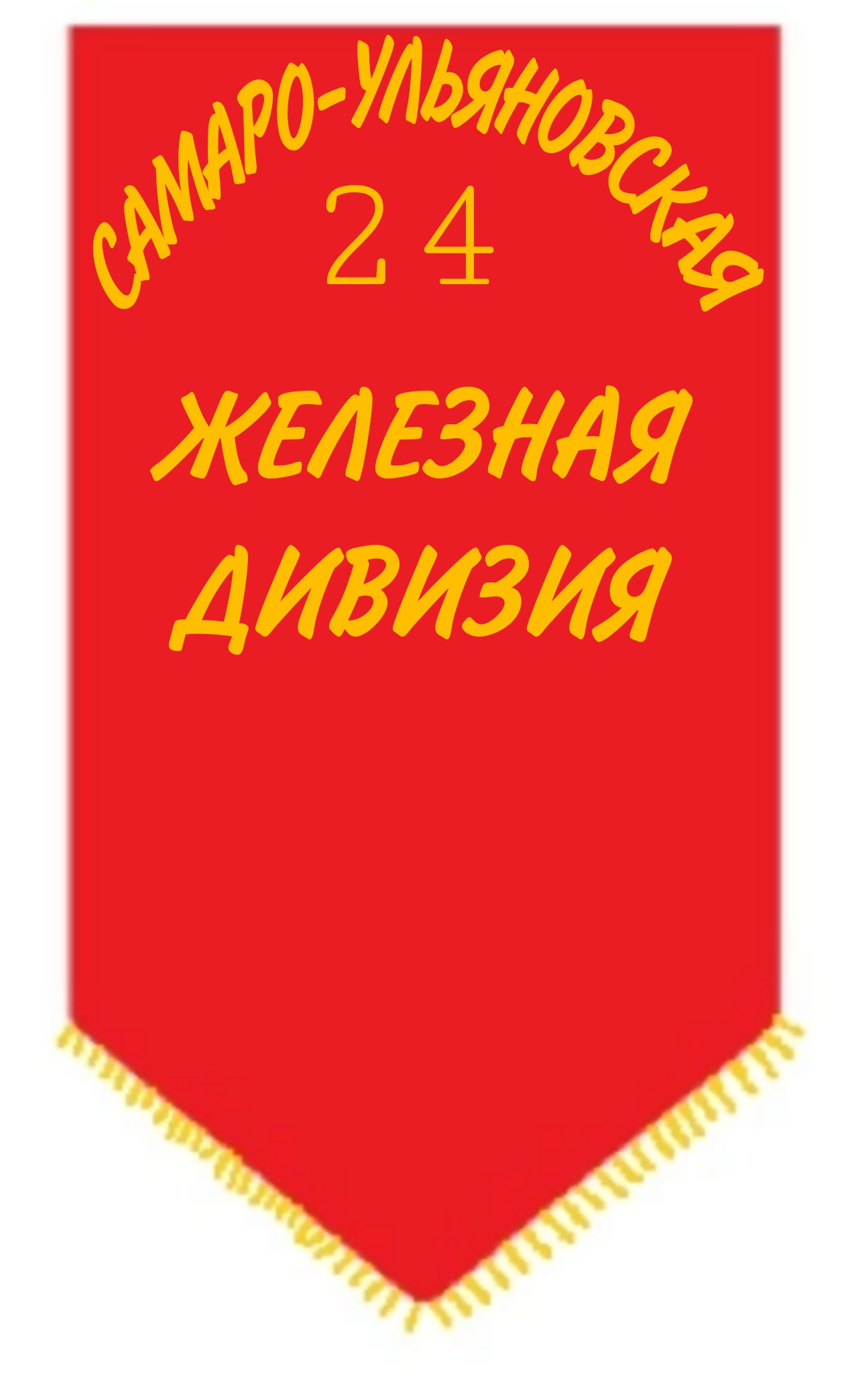
第24狙撃師団章
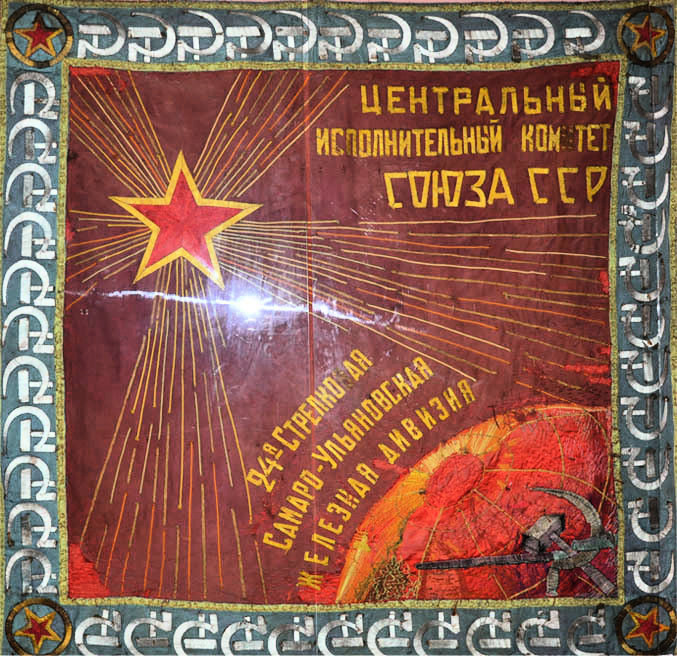
名誉革命赤旗

### 第二次世界大戦

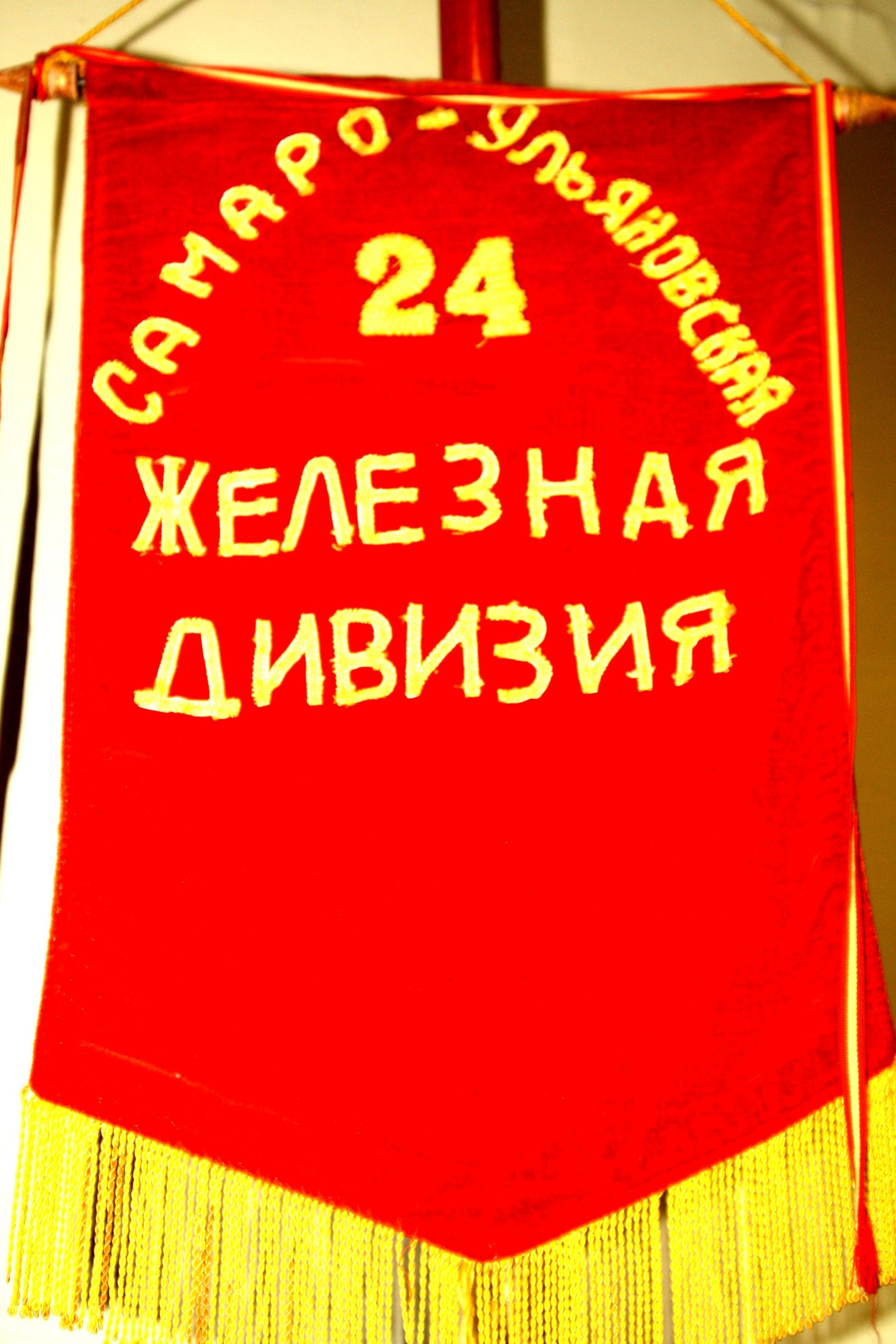
第24狙撃師団旗

1939年9月からバルト諸国占領、冬戦争に投入され、3個目の赤旗勲章を授与された。
1941年6月から独ソ戦に投入され、9月にナチス・ドイツに包囲殲滅されて部隊が全滅した。
1942年1月、第412狙撃師団を基幹にロシア・ソビエト連邦社会主義共和国で再編された。
1942年3月から独ソ戦に投入され、枢軸国に勝利し、2等スヴォーロフ勲章、2等ボグダン・フメリニツキー勲章、名誉称号「ベルディチフ」を授与されて戦後に解隊された。
1945年7月、第294狙撃師団を基幹にウクライナ・ソビエト社会主義共和国リヴィウ州で再編された。

### 冷戦期

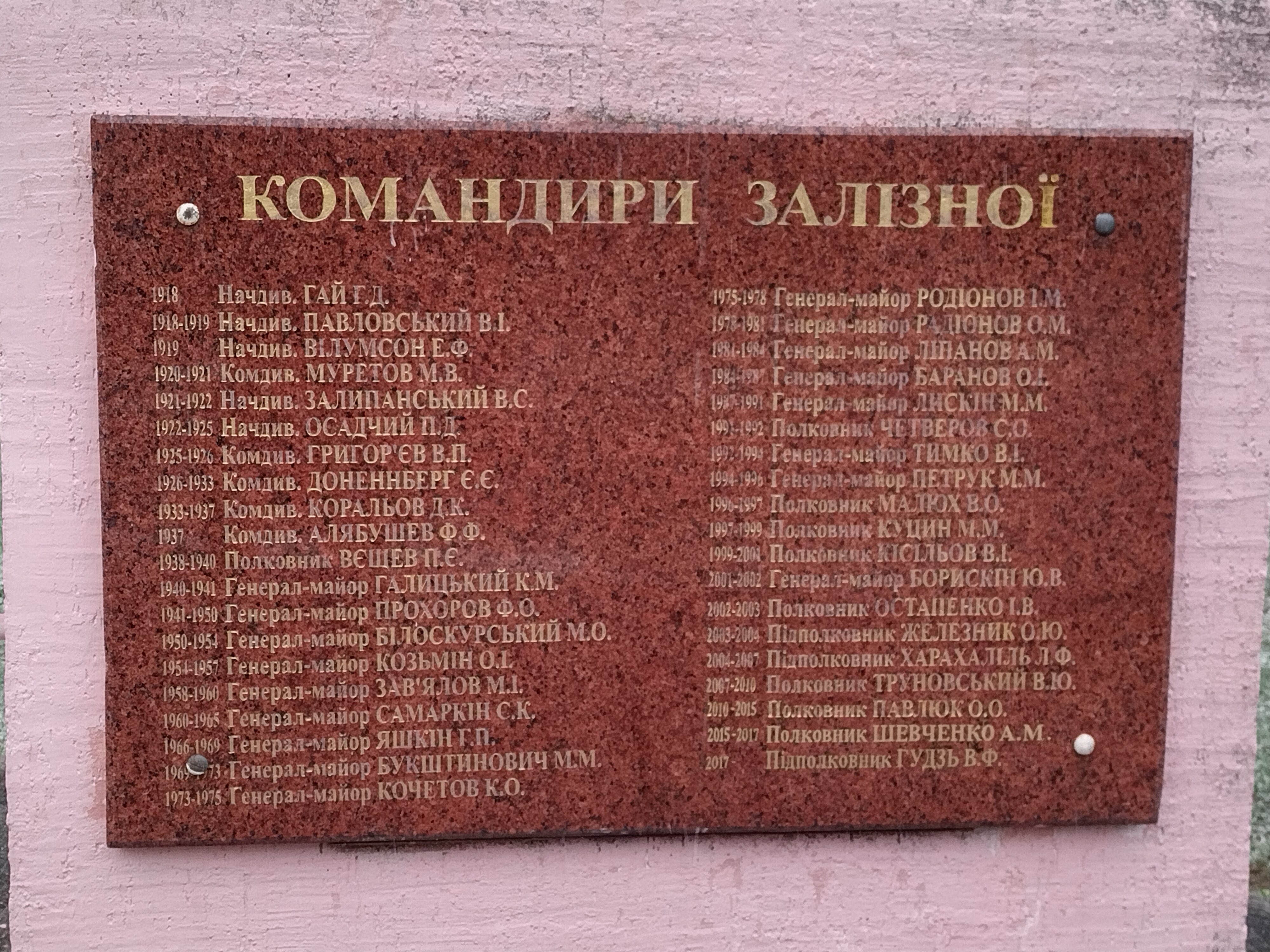
歴代指揮官記念碑

1957年6月、機械化に伴い、第24自動車化狙撃師団に改編された。
1978年2月、十月革命勲章を授与された。

### ウクライナ陸軍

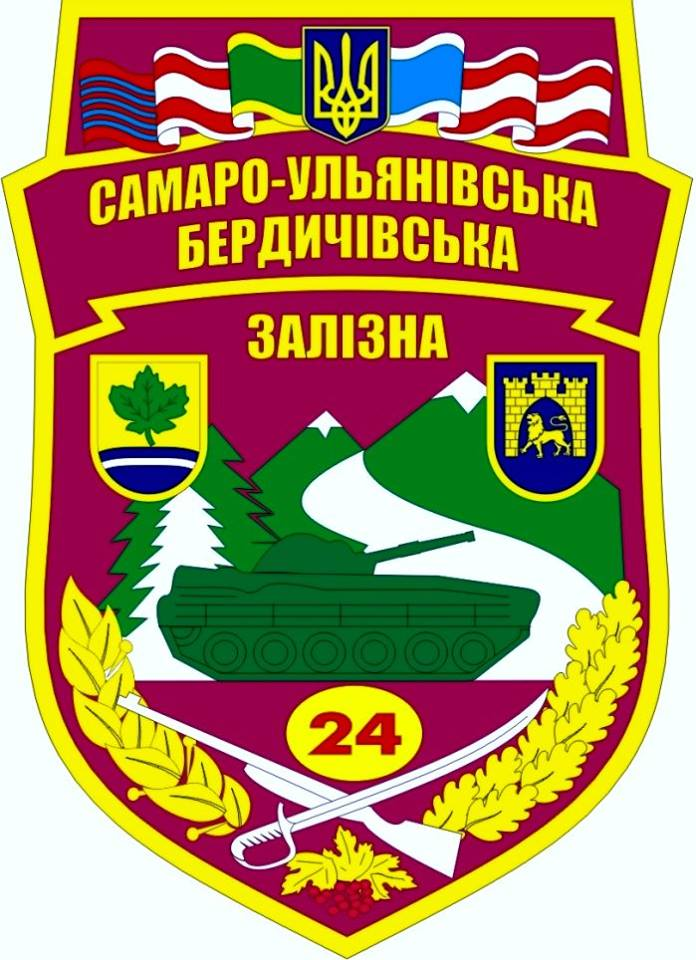
旧第24独立機械化旅団章

1991年12月、ソビエト連邦の崩壊とウクライナの独立で創設されたウクライナ陸軍に編入し、第13軍団隷下の第24機械化師団に改称された。
2003年9月、部隊縮小に伴い、第24独立機械化旅団に改編された。

### ドンバス戦争
2014年3月、ロシアのクリミア侵攻の影響に伴い、長年の軍縮で実戦配備可能な部隊が第1機械化大隊だけだったがロシアと国境を接する北部スームィ州、チェルニーヒウ州に配備された。以後はドンバス戦争で東部ドネツィク州、ルハーンシク州に再配置された。
2014年11月、ウクライナ領土防衛大隊の第3ヴォーリャ領土防衛大隊（第3独立自動車化歩兵大隊に改称）と第8ポジーリャ領土防衛大隊（第8独立自動車化歩兵大隊に改称）が配属された。
2015年11月18日、ロシアとの関係悪化によりソビエト連邦軍時代に授与された、十月革命勲章、赤旗勲章、スヴォーロフ勲章、クトゥーゾフ勲章を返上した。
2016年1月、第8独立自動車化歩兵大隊が新編の第10独立山岳強襲旅団隷下に転属した。
2017年8月23日、ペトロ・ポロシェンコ大統領より、名誉称号「ダヌィーロ・ロマーノヴィチ」を授与された。

### ロシアのウクライナ侵攻

#### 東部・セベロドネツク戦線
2021年11月からドンバス戦争で最前線の東部ルハーンシク州セヴェロドネツィク地区に配備されていたため、2022年2月24日のロシアのウクライナ侵攻はそのまま開戦した。侵攻当初は小康状態だったが、ロシア軍のキーウ攻勢、北東部攻勢が頓挫すると東部攻勢が強まり、2か月の激戦で防御していたポパスナの町が完全消滅して5月に撤退した。
2022年5月6日、ウォロディミル・ゼレンスキー大統領より、勇気と勇敢さに対する栄誉賞を授与された。
2022年6月、第3機械化大隊がヒルスケを防御していたが、投降したとロシア国防省が発表した。
2022年7月、東部ドネツィク州クラマトルシク地区に再配置されていたが、第115独立機械化旅団と交代で後方に移動した。

#### 南部・ヘルソン戦線
2022年10月、南部ヘルソン州に再配置され、ベリスラウ方面で攻勢を開始し、11月にドニエプル川西岸を解放してロシア軍は撤退した。

#### 東部・バフムート戦線

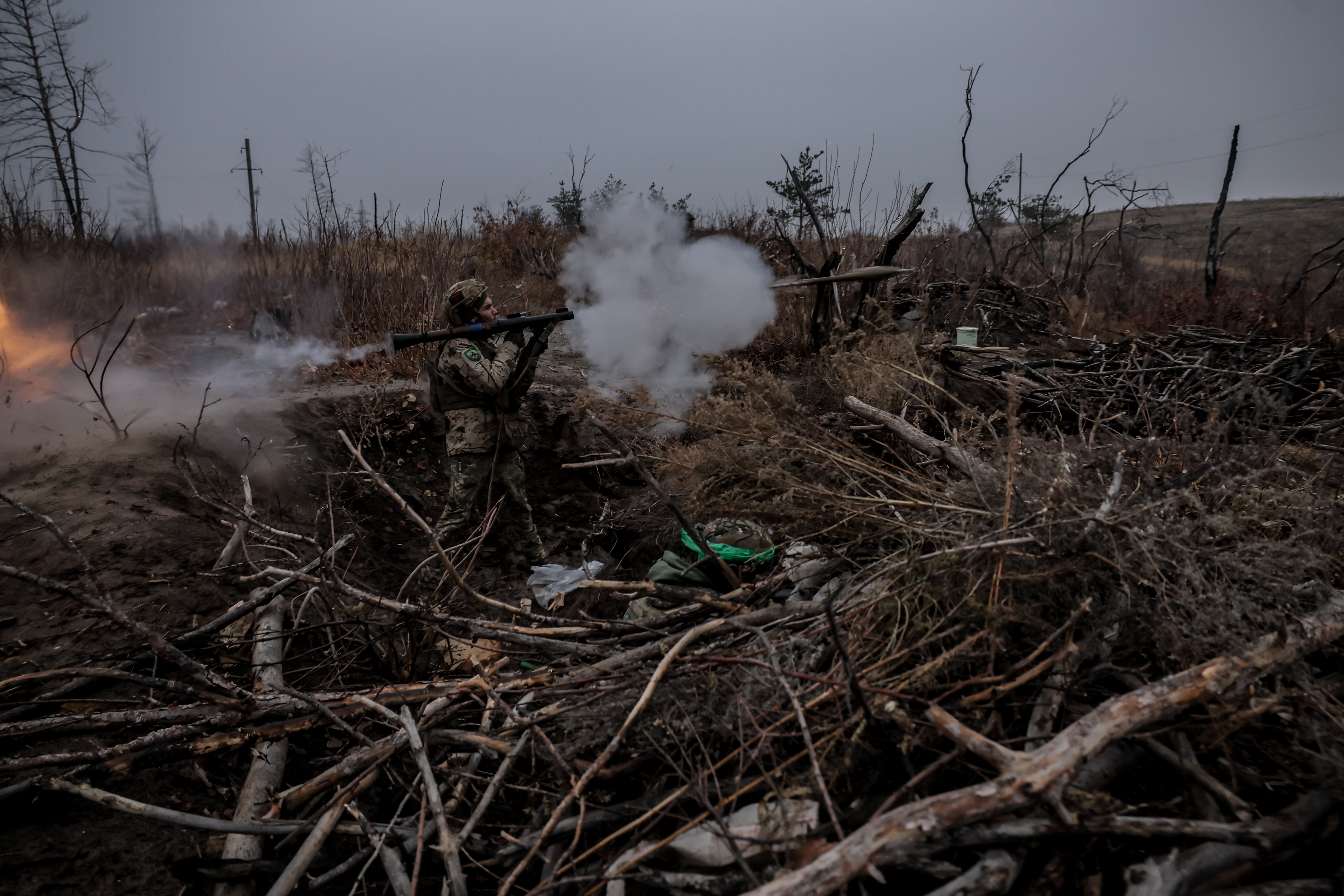
バフムート方面での様子

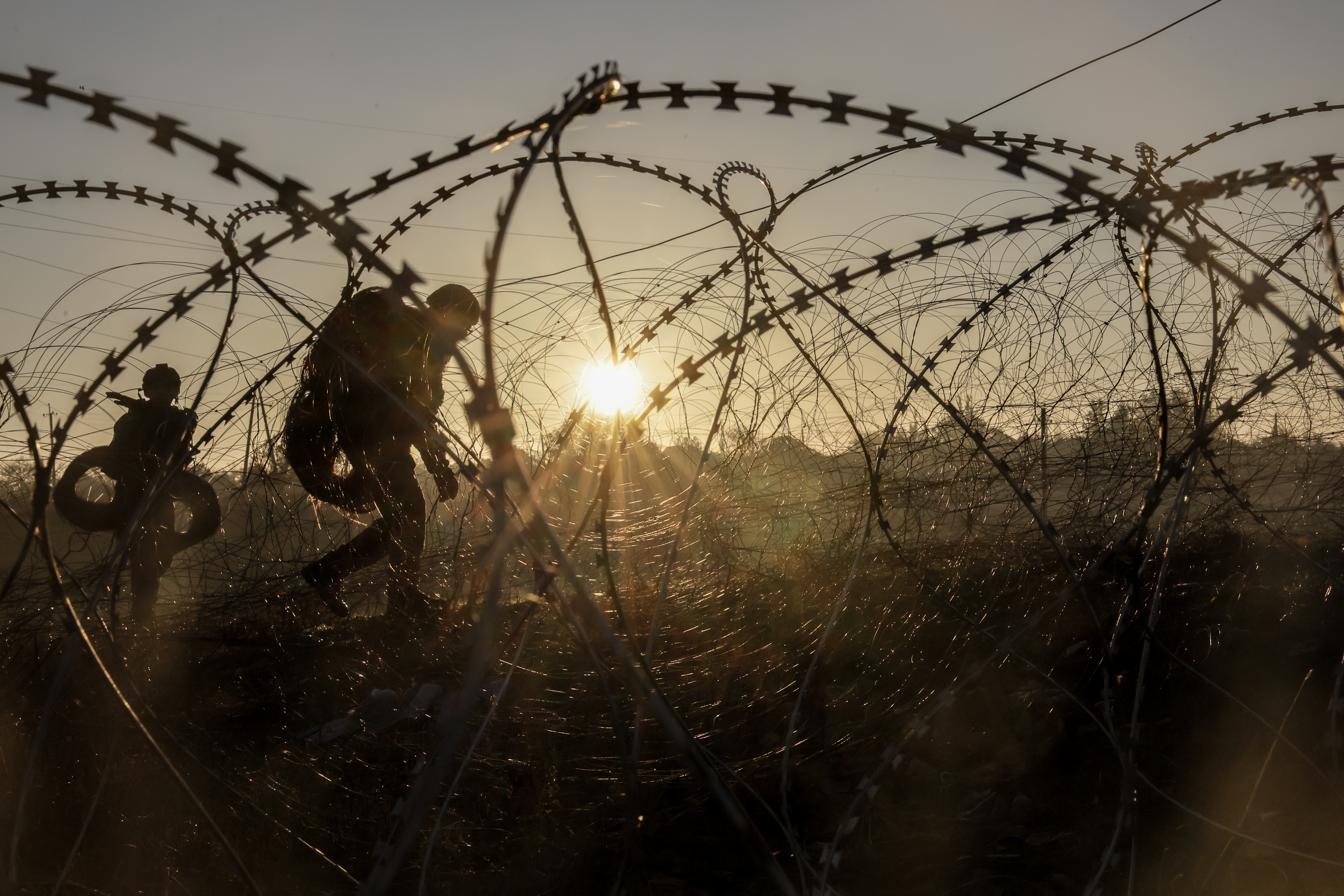
バフムート方面での様子

2022年12月、激戦地の東部ドネツィク州バフムート地区に再配置され、第93独立機械化旅団と交代でバフムート、ホルリウカ方面に展開した。2023年冬まで同地を守備した。
2024年6月、チャシウ・ヤール方面に再配置された。

## ギャラリー

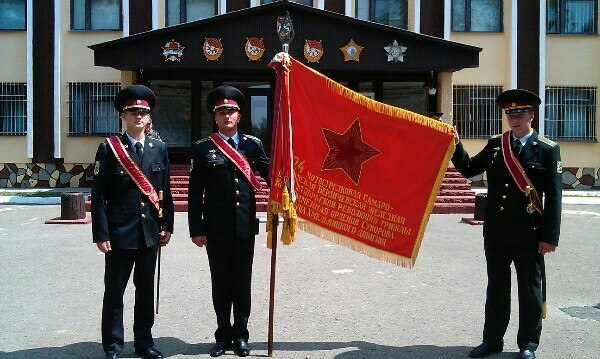
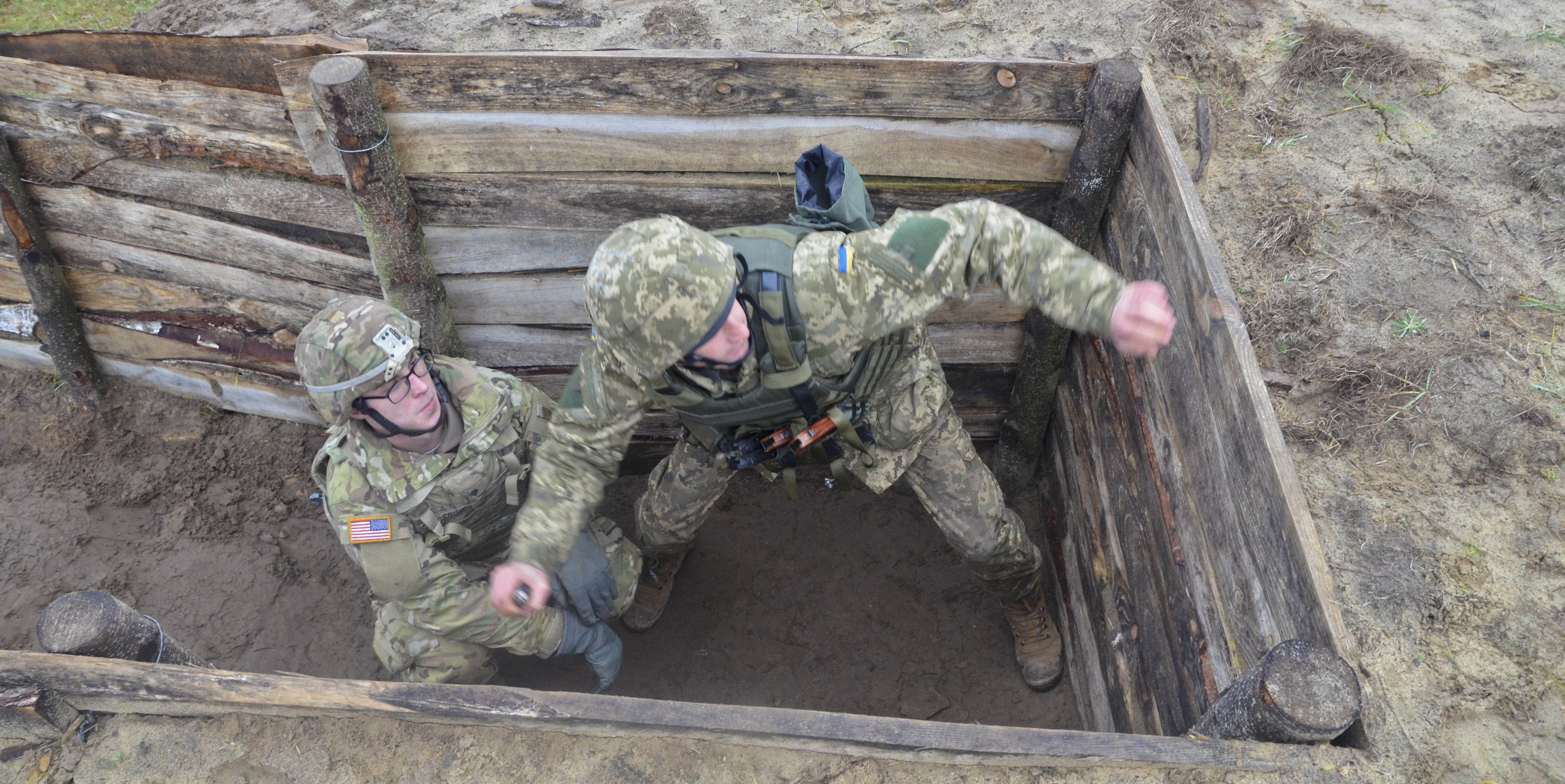
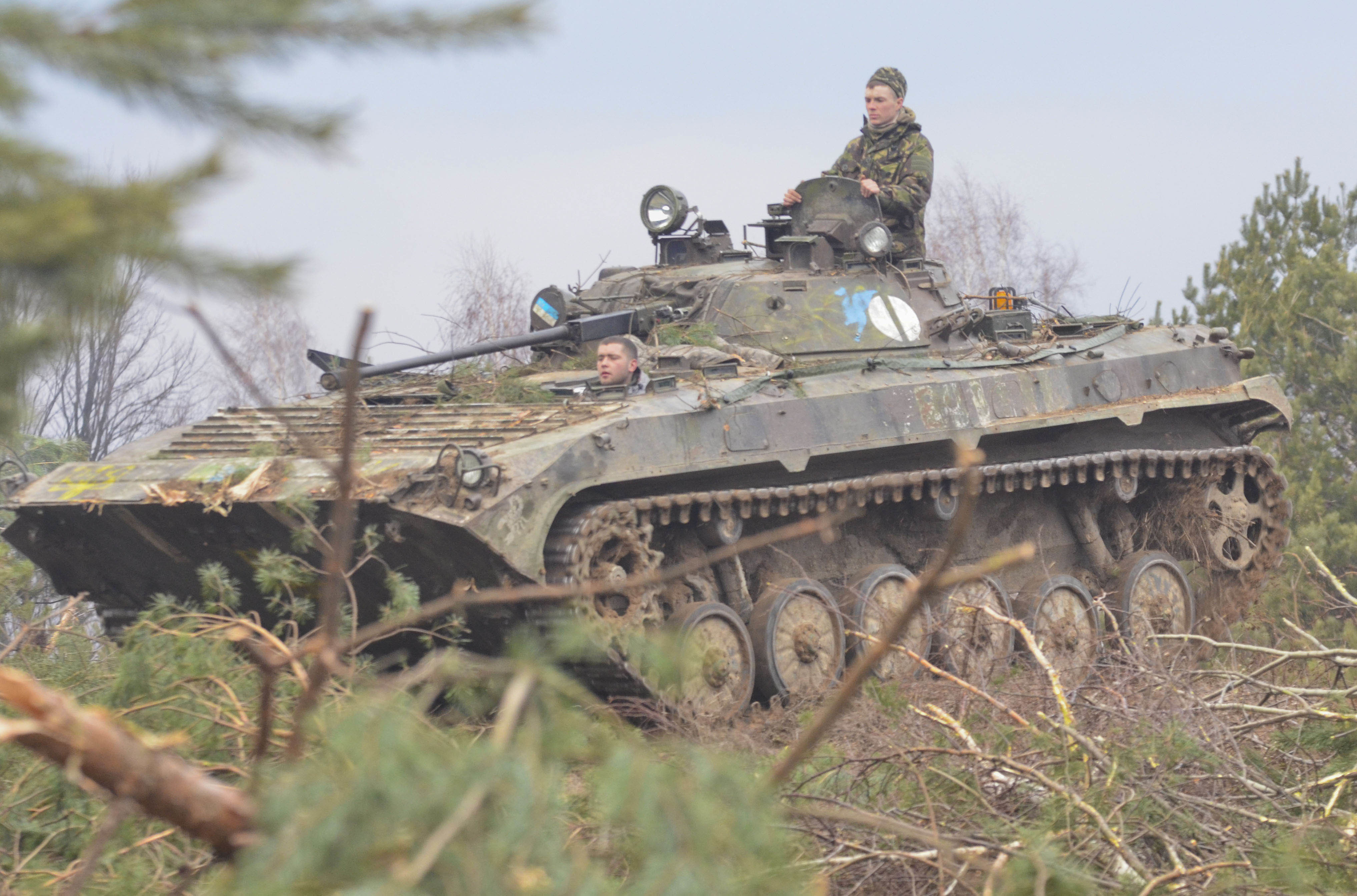
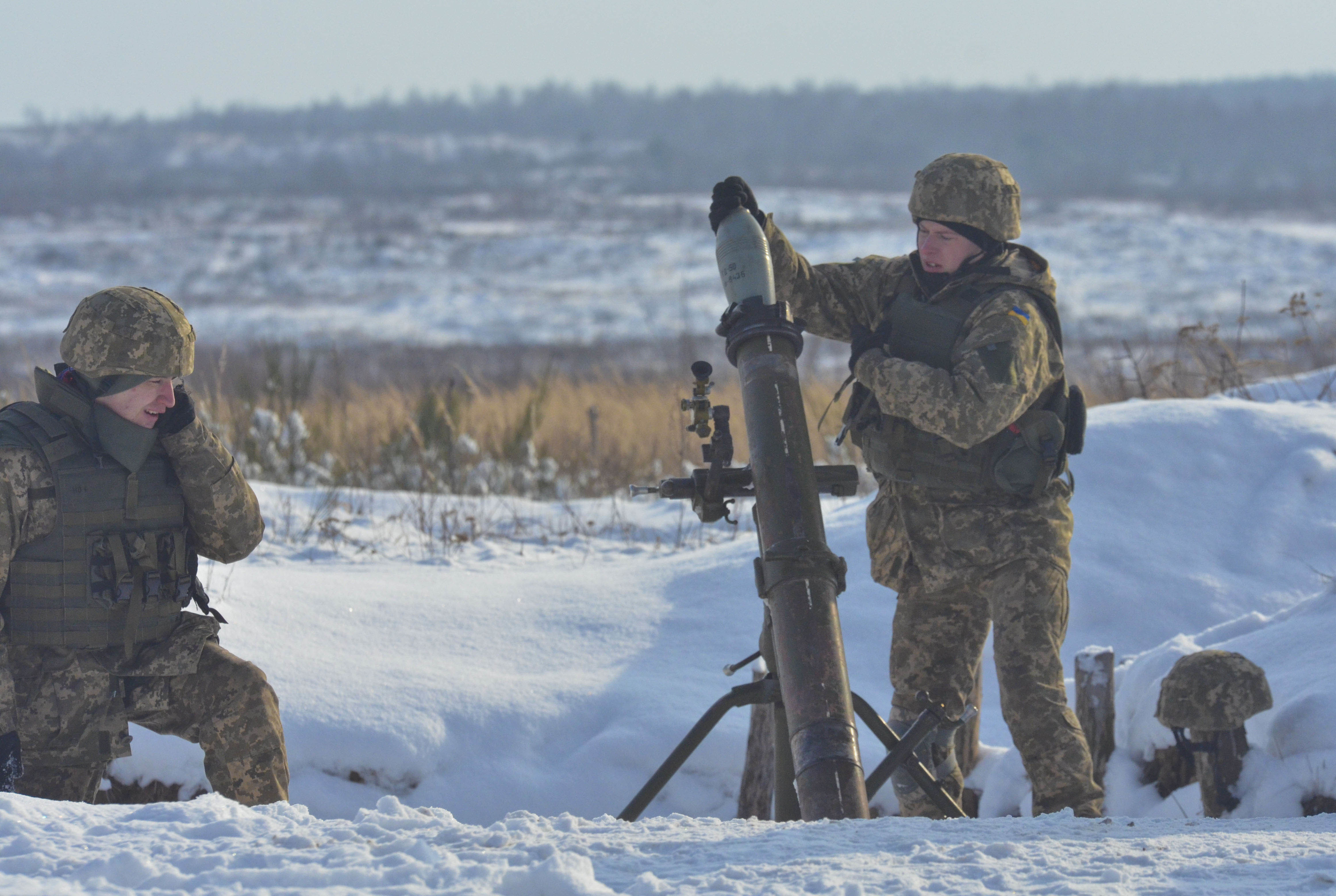
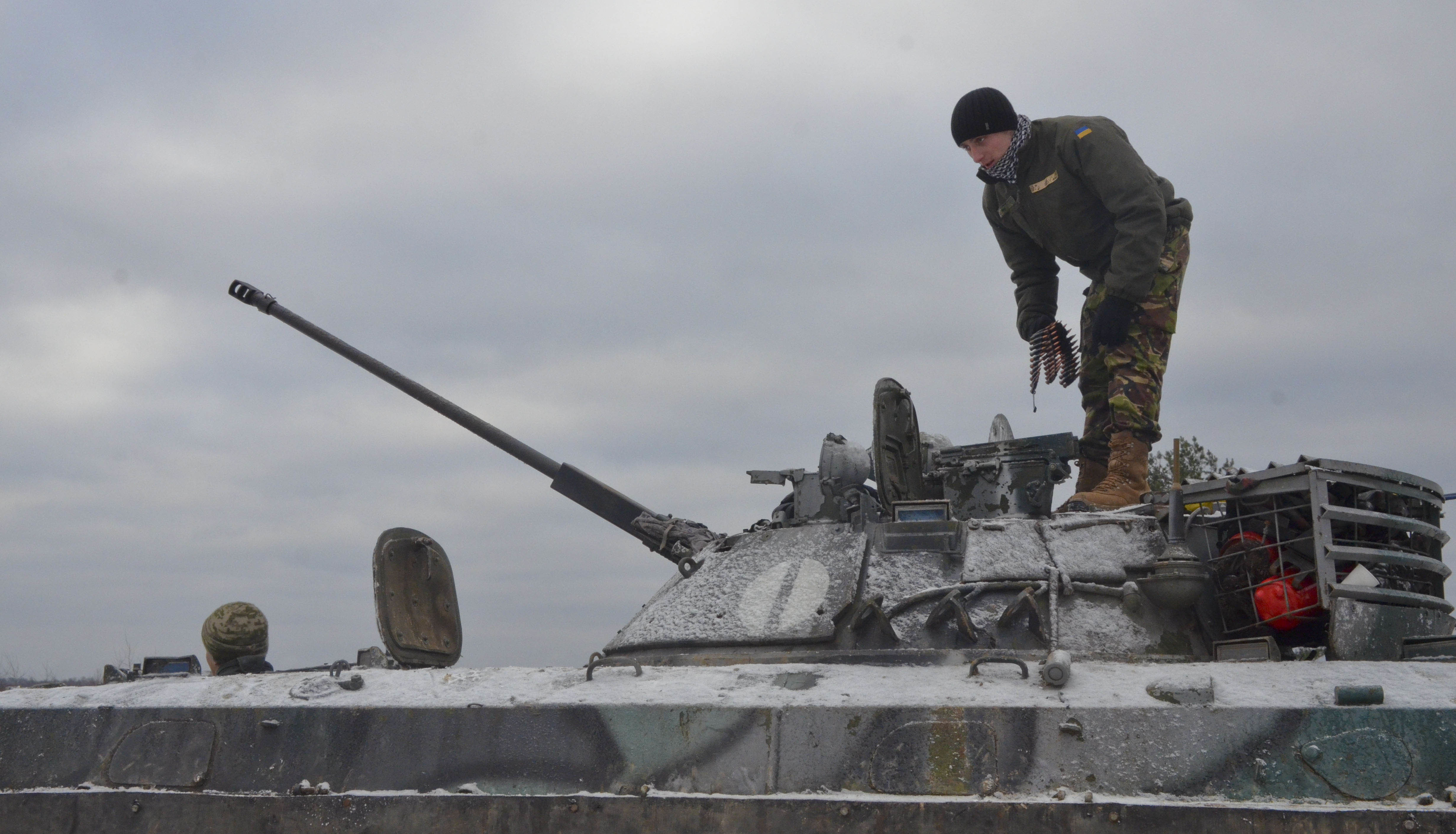
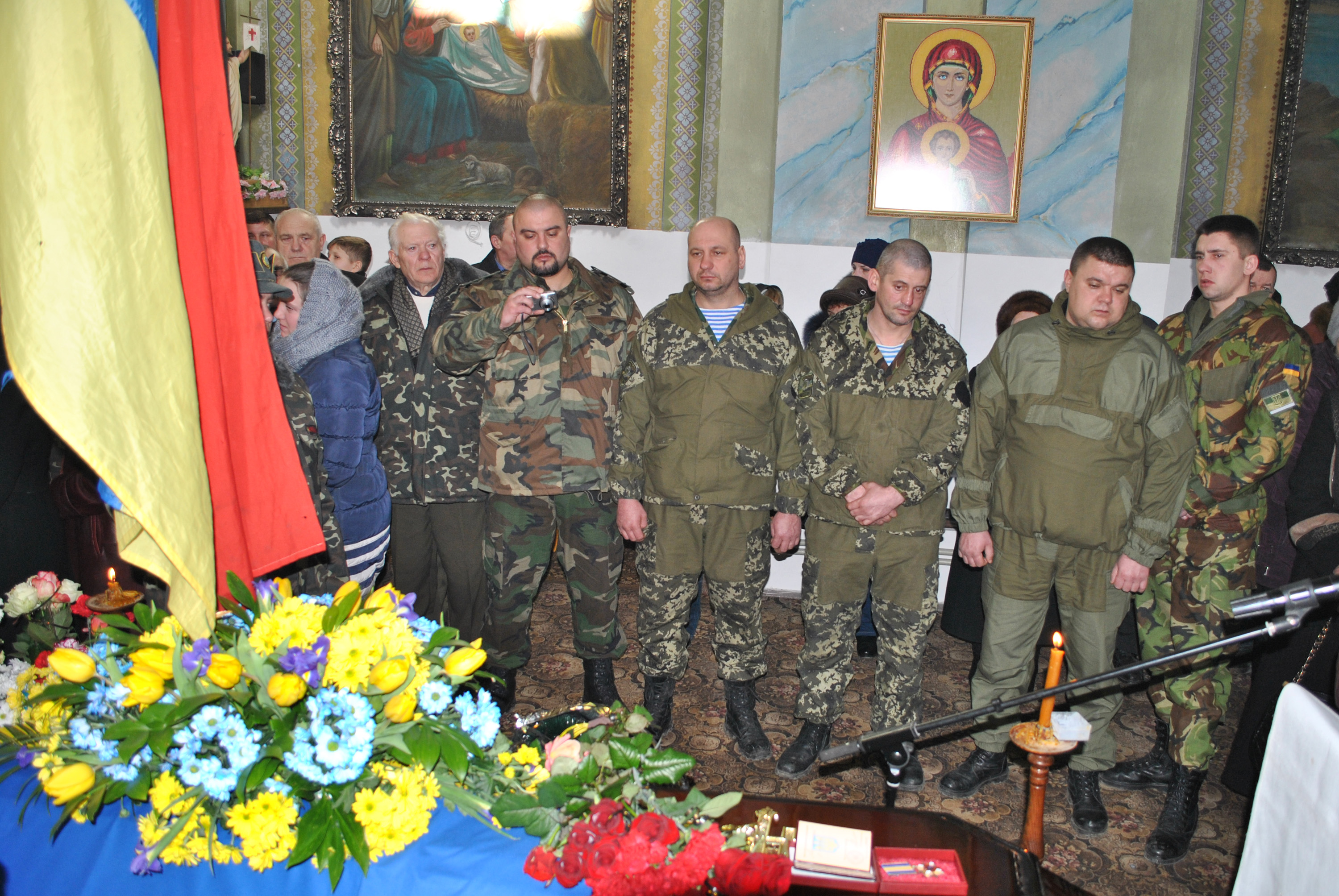
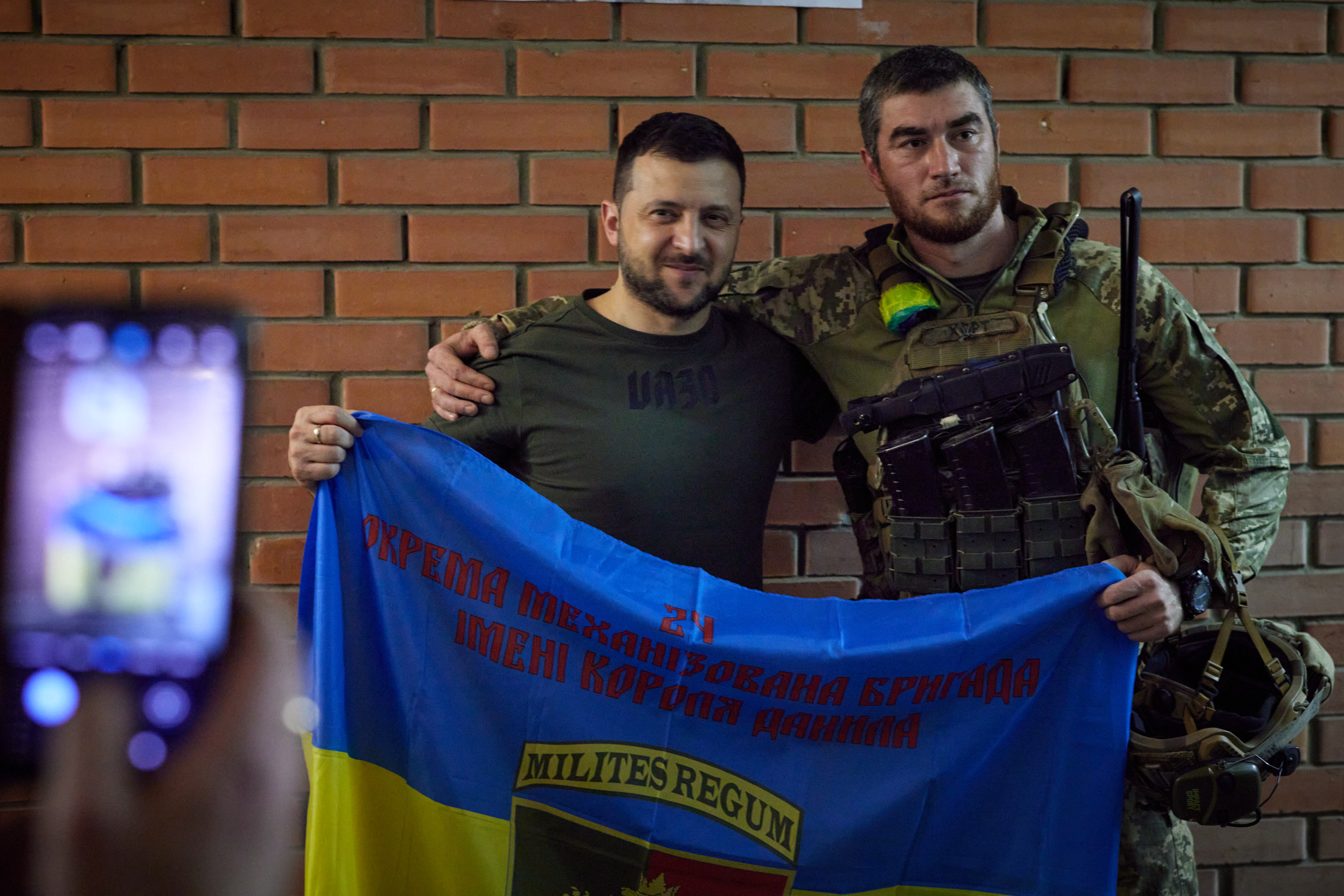
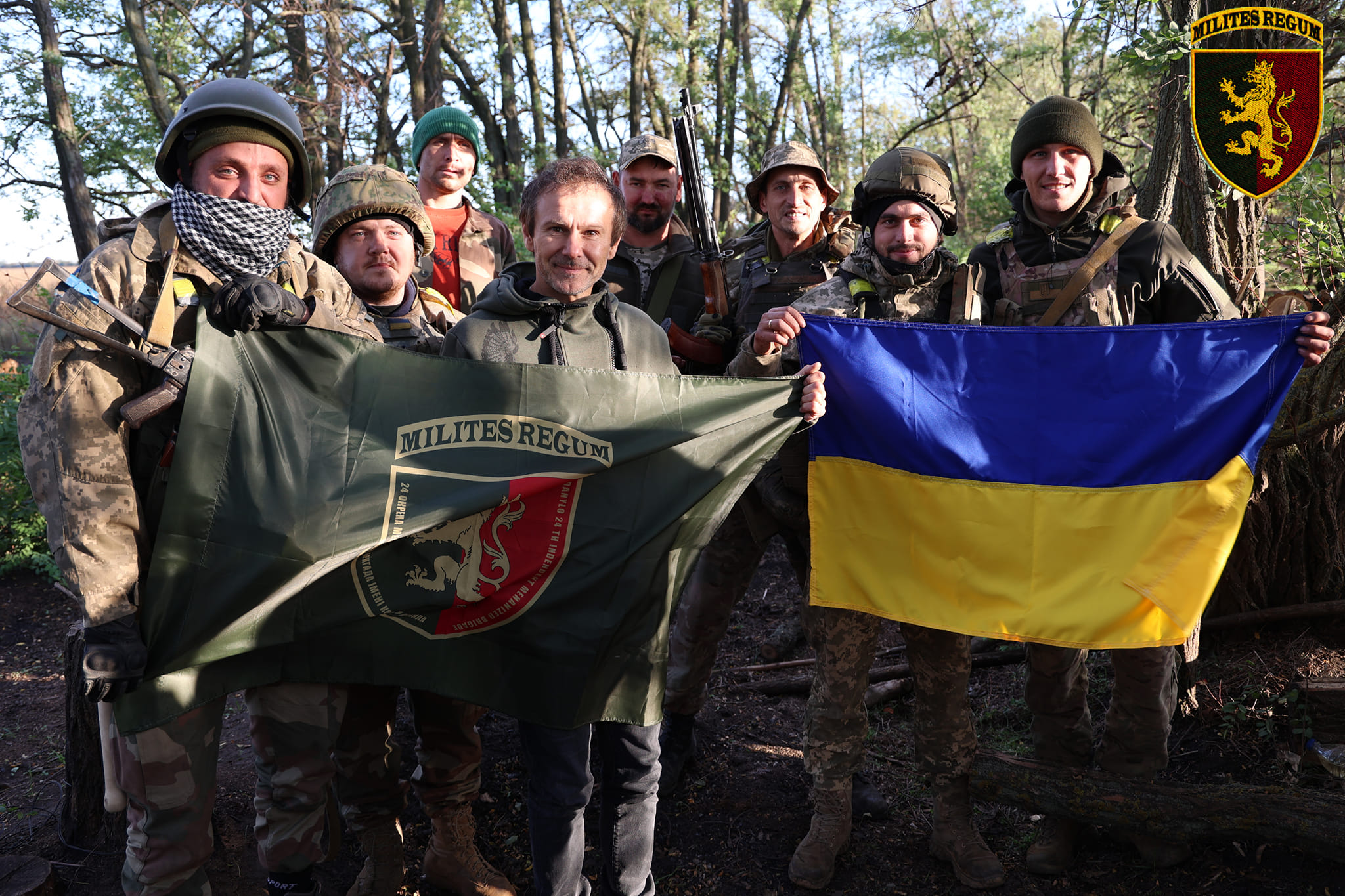
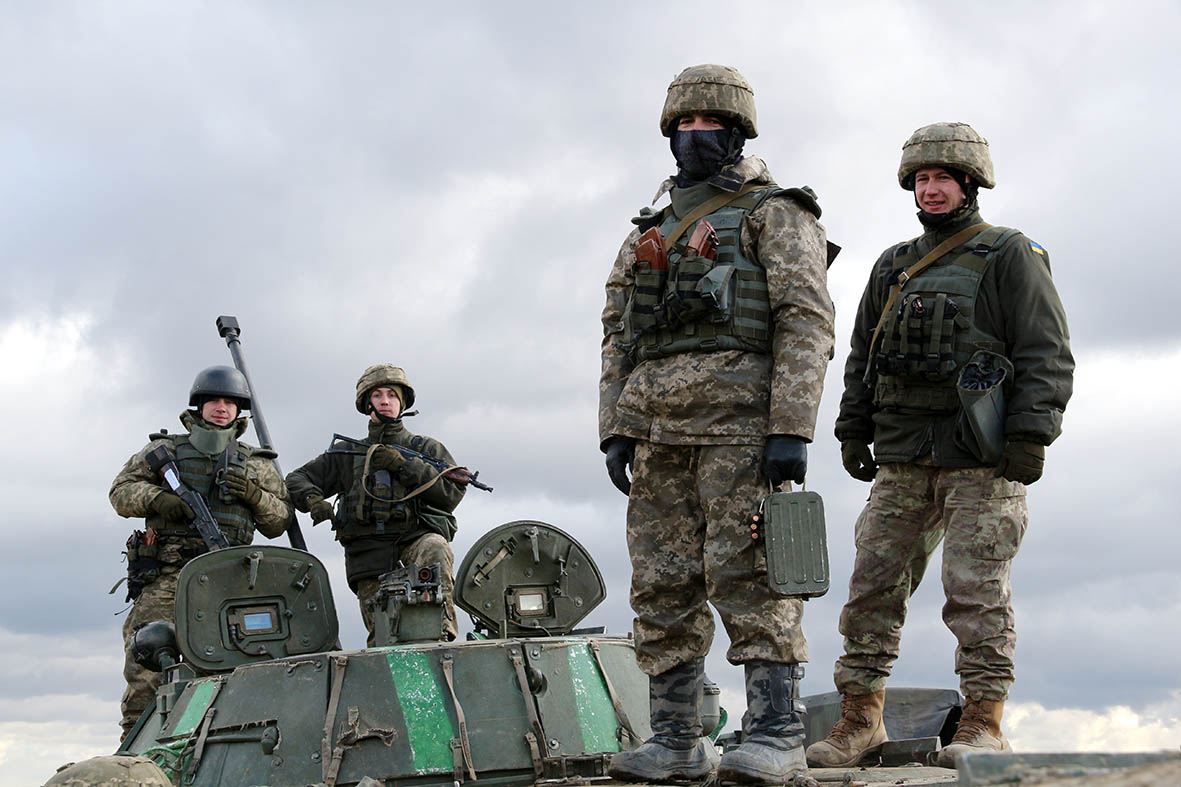

## 編制
- 旅団司令部（ヤーヴォリウ（英語版））
- 第1機械化大隊
- 第2機械化大隊
- 第3機械化大隊 アイアンブルズ
- 戦車大隊
- 第3自動車化歩兵大隊
- 第46独立小銃大隊
- 第1小銃大隊
- 第2小銃大隊
- 旅団砲兵群
  - 本部中隊
  - 第1自走砲大隊
  - 第2自走砲大隊
  - ロケット砲大隊
  - 対戦車砲大隊
- 防空大隊

- 工兵大隊
- 整備大隊
- 兵站大隊
- 偵察中隊
- 電子戦中隊
- 通信中隊
- レーダー中隊
- NBC防護中隊
- 衛生中隊

## 2024年編制
- 旅団司令部（ヤーヴォリウ）
- 第1機械化大隊
- 第2機械化大隊
- 第3機械化大隊 アイアンブルズ
- 戦車大隊
- 第3独立自動車化歩兵大隊（リヴィウ）
- 第46独立小銃大隊
- 旅団砲兵群
  - 本部中隊
  - 第1自走砲大隊
  - 第2自走砲大隊
  - ロケット砲大隊
  - 対戦車砲大隊
- 防空大隊

- 工兵大隊
- 整備大隊
- 兵站大隊
- 偵察中隊
- 電子戦中隊
- 通信中隊
- レーダー中隊
- NBC防護中隊
- 衛生中隊
- 無人機中隊 ラロー

## 2017年編制
- 旅団司令部（ヤーヴォリウ）
- 第1機械化大隊
- 第2機械化大隊
- 第3機械化大隊
- 戦車大隊
- 第3独立自動車化歩兵大隊（リヴィウ）
- 旅団砲兵群
  - 本部中隊
  - 第1自走砲大隊
  - 第2自走砲大隊
  - ロケット砲大隊
  - 対戦車砲大隊
- 防空大隊

- 工兵大隊
- 整備大隊
- 兵站大隊
- 偵察中隊
- 狙撃中隊
- 電子戦中隊
- 通信中隊
- レーダー中隊
- NBC防護中隊
- 衛生中隊

## 第24自動車化狙撃師団編制
- 師団司令部（リヴォフ）
- 第7自動車化狙撃連隊
- 第274自動車化狙撃連隊
- 第310自動車化狙撃連隊
- 第181戦車連隊
- 第849砲兵連隊
- 第257親衛防空連隊
- 第15独立戦車大隊
- 第361独立ミサイル大隊
- 第509独立対戦車砲大隊

- 第29独立偵察大隊
- 第306独立工兵大隊
- 第56独立通信大隊
- 第86独立整備大隊
- 第396独立補給大隊
- 第66独立衛生大隊
- 第280独立化学防護中隊

## 出身者
- イワン・コーネフ
- イーゴリ・ロジオノフ
- ヴァレリー・ザルジニー
- ヴィクトル・スヴォーロフ
- オレクサンドル・パヴリュク
- セルヒイ・ナエフ
- ニコライ・シュヴェルニク
- マクシム・プルカエフ
- ルスラン・コムチャック